# Ney Matogrosso
Ney de Souza Pereira OMC, mais conhecido como Ney Matogrosso (Bela Vista, 1 de agosto de 1941), é um cantor, intérprete, dançarino, ator e diretor brasileiro.
Ex-integrante do Secos & Molhados (1973-1974), foi o artista que mais sobressaiu do grupo após iniciar sua carreira solo com o disco Água do Céu - Pássaro (1975) e com suas apresentações subsequentes.
É considerado pela revista Rolling Stone como a terceira maior voz brasileira de todos os tempos e, pela mesma revista, trigésimo primeiro maior artista brasileiro de todos os tempos.
Embora tenha começado relativamente tarde, das canções poéticas e de gêneros híbridos dos Secos e Molhados passou a interpretar outros compositores do país, como Chico Buarque, Cartola, Rita Lee, Tom Jobim, construindo um repertório que prima pela qualidade e versatilidade. Em 1983, completava dez anos de estreia no cenário artístico e já possuía dois Discos de Platina e dois Discos de Ouro, inclusive pela enorme repercussão da canção "Homem com H" de 1981.
Como iluminador de espetáculos, tem supervisionado toda a produção da área em suas próprias apresentações. Também merece destaque seu trabalho de iluminação e seleção de repertório no show Ideologia (1988) de Cazuza e no show Paratodos (1993) de Chico Buarque, ao que afirma: "quero que as luzes provoquem sensações nas pessoas". Matogrosso também tem atuado recentemente no cinema: estreou em 2008 no curta-metragem Depois de Tudo, dirigido por Rafael Saar, e no filme Luz das Trevas de 2009, dirigido por Helena Ignez.
Atribuem a sua maquiagem cênica e seu vestuário exótico desde os anos 1970 uma certa mudança de conceitos sobre o comportamento masculino apropriado no Brasil. Segundo Violeta Weinschelbaum, "o magnetismo de sua figura, a atração decididamente sexual que Ney Matogrosso produz sobre o palco é algo inimaginável". A biógrafa Denise Pires Vaz também escreve: "Dos cantores brasileiros, Ney Matogrosso é um dos poucos, senão o único, que pode merecer o título de showman".

## Biografia
Filho do militar Antônio Mattogrosso Pereira e Beita de Souza Pereira, Ney teve uma infância nômade, mudando de cidade com frequência. O nome artístico que adotou mais tarde foi resgatado da própria família, já que seu pai tem "Matogrosso" no nome e é uma referência a seu estado de nascimento, Mato Grosso do Sul. Ney nasceu na cidade de Bela Vista, fronteira com o Paraguai. Adotou seu nome artístico somente em 1971, quando se mudou para São Paulo. Desde cedo demonstrou dotes artísticos: cantava, pintava e interpretava. Teve a infância e a adolescência marcadas pela solidão, pois se sentia incompreendido pela família e diferente dos outros meninos. Ao completar 18 anos assumiu sua bissexualidade, e decidiu deixar a casa de sua família para ingressar na Aeronáutica. Nesta época Ney ainda estava indeciso quanto à futura profissão. Gostava de ler sobre teatro e música, e desde a adolescência cantava em bares e cabarés de sua cidade natal e cidades próximas, com um grupo de amigos seus, todos os fins de semana. Desistiu, então, de servir as forças armadas, e acabou indo morar em Brasília, na casa de seu primo, onde começou a trabalhar no laboratório de anatomia patológica do Hospital de Base do Distrito Federal. Alguns anos depois, foi convidado para participar de um festival universitário, onde chegou a formar um quarteto vocal. Depois do festival, atuou dançando e cantando em um programa de televisão. Também concentrou suas atenções no teatro, decidido se profissionalizar na área da atuação. Atrás deste sonho, deixou a Capital Federal e desembarcou no Rio de Janeiro em 1966, onde passou a viver da confecção e venda de peças de artesanato em couro. Ney adotou completamente a filosofia de vida hippie.

### Início da carreira

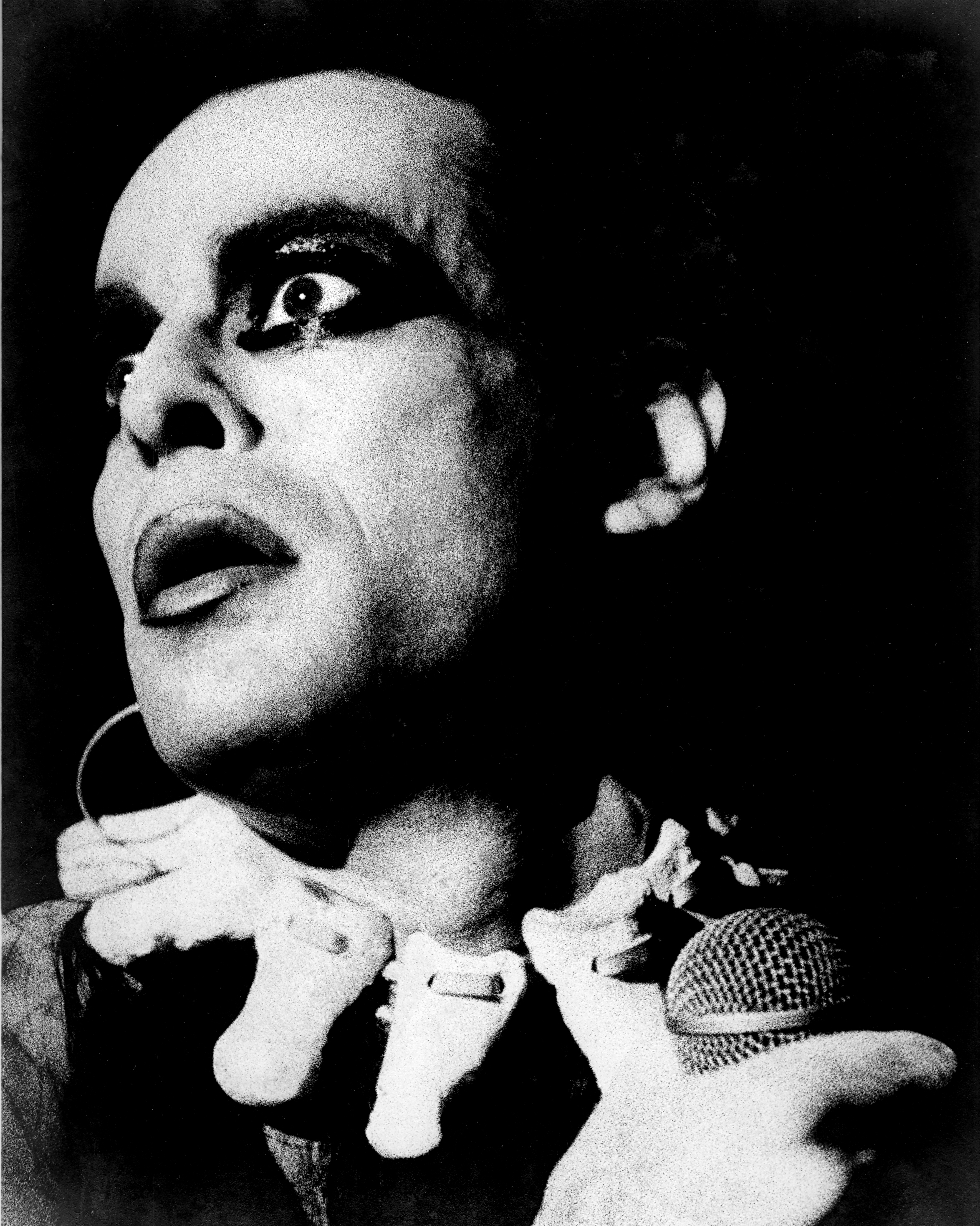
Ney Matogrosso durante o início de sua carreira.

Neste período, viveu entre Rio de Janeiro, São Paulo e Brasília, até conhecer o produtor musical João Ricardo, que procurava um cantor  para um conjunto musical e convidou Ney para ser o cantor do grupo Secos & Molhados, com o qual gravou dois discos, ambos autointitulados e lançados pela extinta gravadora Continental, entre 1973 e 1974. O álbum chegou a marca de mais de um milhão de cópias vendidas e gerou vários sucessos, como "Rosa de Hiroshima", poema de Vinicius de Moraes musicado por Gerson Conrad; "O Vira", de Luli e João Ricardo; "Sangue Latino", de João Ricardo e Paulinho Mendonça; "O Patrão Nosso de Cada Dia", de João Ricardo; e no segundo álbum o destaque foi para "Flores Astrais", de João Ricardo, em parceria com João Apolinário.
Saiu dos Secos & Molhados em 1974 e no ano seguinte lançou o primeiro disco solo, Água do Céu - Pássaro (também conhecido como O homem de Neanderthal em referência à faixa homônima de abertura, de autoria de Luís Carlos Sá, e por ter sido o título do antológico primeiro espetáculo da carreira solo), que vinha numa capa de papelão cru, com Ney Matogrosso pintado, vestido com pelos de macaco, chifres e pulseiras de dentes de boi, apresentando sonoridade vanguardista, com músicas interligadas por sons da floresta, macacos, ventanias, água corrente e pássaros.
Água do Céu foi considerado extravagante demais e obteve vendagem inexpressiva. Destacam-se no repertório as músicas "América do Sul", de Paulo Machado; o mambo "Coubanacan"; a regravação de um fado de Amália Rodrigues ("Barco Negro") e canções de Milton Nascimento/Rui Guerra ("Bodas") e João Bosco/Aldir Blanc ("Corsário"), além das músicas "Açúcar Candy" (de Sueli Costa e Tite de Lemos) e "Idade de ouro" (de Jorge Omar e Paulo Mendonça). O trabalho foi distribuído juntamente com um compacto, que apresentou duas músicas que gravou na Itália com o músico e compositor argentino Astor Piazzola: "As Ilhas" e "1964".
Em 1976 veio o reconhecimento com o disco Bandido. A canção "Bandido Corazón" foi composta por Rita Lee e tornou-se um grande sucesso na voz de Ney. Além desta, o disco trazia, dentre outras, as músicas "Pra não morrer de tristeza", de João Silva e Caboclinho; "Trepa no coqueiro", de Ari Kerner; "Gaivota", de Gilberto Gil; "Usina de Prata", de Rosinha de Valença e "Mulheres de Atenas", de Chico Buarque em parceria com Augusto Boal. Contando com a produção musical da violonista Rosinha de Valença, com direção musical do empresário Guilherme Araújo. Nessa época, Ney escandalizava o Brasil. Bandido é considerado o espetáculo mais ousado da carreira do cantor e performático.
Na sequência veio Pecado (1977), que trouxe músicas do espetáculo calcado na divulgação do disco anterior que ainda não haviam sido registradas em disco. Este também foi o último trabalho feito para a gravadora Continental, em um repertório que misturou rock ("Metamorfose Ambulante", de Raul Seixas e "Com a Boca no Mundo", de Rita Lee em parceria com Luís Sérgio e Lee Marcucci), bossa nova ("Desafinado", de Tom Jobim e Newton Mendonça), tango ("Retrato marrom", de Fausto Nilo e Rodger Rogério), "San Vicente" de Milton Nascimento e Fernando Brant, e as regravações das músicas "Da Cor do Pecado", de Bororó com a participação especial do grupo Regional do Evandro; e "Sangue Latino", consagrada pelo grupo Secos & Molhados, e ainda originou um especial gravado para a Rede Bandeirantes.
O álbum Feitiço (1978) marcou a estreia na gravadora WEA e trouxe alguns sucessos, como "Bandoleiro", da dupla Luli e Lucina; "Mal Necessário", de Mauro Kwitko; a regravação de "O Tic-Tac do Meu Coração", de Alcyr Pires Vermelho e Valfrido Silva (sucesso de Carmen Miranda em 1935); "Dos Cruces", de Carmelo Larrea, e o frevo "Não Existe Pecado ao Sul do Equador", de Chico Buarque e Rui Guerra, cujo arranjo evoca a batida da disco music, que naquela época já era executada no Brasil inteiro. A regravação da canção, originalmente gravada pelo autor 5 anos antes no censurado álbum Calabar, impulsionou as vendas do álbum e foi utilizado como tema de abertura da novela global Pecado Rasgado, de Sílvio de Abreu.
Em Seu Tipo (1979), Ney tirou pela primeira vez a fantasia para se apresentar de cara limpa. O repertório foi puxado pela faixa-título, de autoria do então desconhecido Eduardo Dusek em parceria com Luís Carlos Góis, bem como Tom Jobim ("Falando de amor") e canções de Fátima Guedes ("Dor Medonha") e Joyce ("Ardente"), compositoras que despertavam na emergente cena feminina de 1979, a regravação de "Rosa de Hiroshima" de Gerson Conrad sobre poema de Vinícius de Morais, "Tem gente com fome" (poema de Solano Trindade musicado por João Ricardo) e "Encantado" (versão de Caetano Veloso para "Nature boy" de autoria de Eden Ahbez, sucesso de Nat King Cole).
Os dois últimos álbuns contaram com a produção de Marco Mazzolla, nome que seria recorrente em sua discografia a partir desta época.

### Repertório e características
Ney terminou a década de 1970 e começou a de 1980 totalmente transgressor, sendo ameaçado várias vezes pela ditadura militar. Nesse período, Ney lançou alguns dos maiores sucessos: "Homem com H", "Vida, Vida", "Pro Dia Nascer Feliz", "Vereda Tropical", "Amor Objeto", "Seu Tipo", "Por Debaixo dos Panos", "Promessas Demais", "Tanto Amar", entre outros.
É considerado um dos principais precursores da androginia enquanto estética de arte, desenvolvida inicialmente com a Tropicália. Apresentando coreografias erotizantes e expondo sua masculinidade como um contraponto à ousadia nos tempos de chumbo, Ney acaba por influenciar toda uma geração de artistas. Também é coreógrafo, iluminador e dançarino, atuando como diretor geral de seus espetáculos musicais. O espetáculo Sou Eu, dirigindo Simone, foi considerado o melhor do ano de 1992, um espetáculo de Cazuza (O Tempo Não Pára), RPM, e ganhou o extinto Prêmio Sharp de Música com os temas Gilberto Gil e Ângela & Cauby, de Ângela Maria e Cauby Peixoto. Atuou também como ator de cinema (no longa-metragem Sonho de Valsa, de Ana Carolina; e no curta Caramujo Flor, de Joel Pizzini), foi responsável pela iluminação de espetáculos de Nana Caymmi, Nélson Gonçalves, Chico Buarque, da Fundação Osvaldo Cruz e peças de teatro, como Somos Irmãs e Mistério do Amor.
Referente a sexualidade, Ney diz que nunca se encaixou em rótulos, defende a liberdade sexual e durante sua vida manteve relações tanto com homens quanto com mulheres. Em conversas, ele também já afirmou que ele é a própria bandeira, quando questionado sobre ser parte da comunidade LGBT e seu apoio ao movimento LGBT.

### Década de 1980
Começou a década com o álbum Sujeito Estranho, de 1980, produzido por Gutti Carvalho, que não obteve maior repercussão. No repertório, todo composto por canções apresentadas no espetáculo Seu Tipo mas que não haviam sido gravadas no álbum homônimo, destaque para a faixa de abertura "Napoleão", da dupla Luli e Lucina; duas canções de Rita Lee ("Doce Vampiro" e "Ando Meio Desligado", esta última em parceria com Arnaldo e Sérgio Baptista) e duas regravações da cantora e compositora Ângela Rô Rô, lançadas por ela no primeiro álbum no ano anterior: "Balada da Arrasada" e "Não há Cabeça".
Prosseguiu com o álbum autointitulado de 1981, que marcou a estreia na gravadora Ariola. O álbum contou com a produção de Mazzola, arranjos de César Camargo Mariano e Lincoln Olivetti, trazendo alguns êxitos como "Viajante", de Teresa Tinoco; "Amor Objeto", de Rita Lee e Roberto de Carvalho, a marchinha "Folia no Matagal" (de Eduardo Dusek e Luís Carlos Góis, que dois anos antes foi gravado por Maria Alcina, não obtendo sucesso), "Vida Vida" (tema de abertura da novela global Jogo da Vida, de Sílvio de Abreu) e principalmente o forró "Homem com H", de Antônio Barros, que a princípio não queria gravar, o fez depois de muita insistência e se tornou um dos maiores sucessos da carreira, e a participação especial da cantora Gal Costa e da Orquestra Tabajara na faixa "Espinha de Bacalhau", de Severino Araújo - com arranjo e regência do próprio - e Fausto Nilo.
No ano seguinte lançou o álbum Mato Grosso, produzido por Mazzola, que não obteve o total êxito artístico do disco lançado no ano anterior; o trabalho emplacou outro tema de abertura em novela global, "Promessas Demais", na novela Paraíso, de Benedito Ruy Barbosa, com destaque também para "Por Debaixo dos Panos", de Cecéu; "Primeiro de Abril", de Antônio Brasileiro e Roderiki; "Alegria Carnaval", de Jorge Aragão (que misturou disco music com samba-enredo, contando com uma bateria de escola de samba) e "Tanto amar", de Chico Buarque - lançada pelo cantor e compositor no ano anterior -, e a canção "Johnny Pirou" teve a execução pública proibida à época do lançamento do disco, que contou inclusive com a participação especial de Rita Lee na faixa "Uai Uai", composta por ela e o marido Roberto de Carvalho.
Em 1983 lançou o disco ...Pois É, com faixa-título de John Neschling e Geraldo Carneiro, cujos maiores sucessos foram "Pro Dia Nascer Feliz", cover do Barão Vermelho, e "Calúnias (Telma eu Não Sou Gay)", versão da canção do Light Reflections "Tell Me Once Again", com a participação especial do grupo João Penca e Seus Miquinhos Amestrados, e incluiu também um pot-pourri, que abria o álbum, contendo as regravações dos sucessos ao longo de dez anos de carreira, completados naquele ano.
O álbum subsequente, Destino de Aventureiro, de 1984, com faixa-título de Eduardo Dusek e Luís Carlos Góis, contou com a participação especial do grupo Placa Luminosa. O repertório incluiu músicas do espetáculo calcado na divulgação do trabalho anterior e trouxe duas regravações: outra do Barão Vermelho, "Por Que a Gente é Assim", e a música "Retrato Marrom", gravada pelo cantor sete anos antes, além da canção "Pra Virar Lobisomem", de Cecéu; e o bolero "Vereda Tropical", de Gonzalo Curiel, utilizado como tema de abertura da novela homônima global, de Carlos Lombardi.
Em janeiro de 1985, se apresentou na primeira edição do festival Rock in Rio.
O último trabalho nesse caminho foi Bugre (1986), época onde o rock brasileiro se expandiu no mercado fonográfico, por isso o disco apresentou uma sonoridade pop com alta dose de eletrônica, onde o cantor mostrava seu lado compositor assinando músicas com Leoni ("Dívidas de Amor") e a dupla Paulo Ricardo e Luiz Schiavon, ex-integrantes do grupo RPM. No repertório, destaque para a regravação de um sucesso do grupo Os Mutantes, "Balada do Louco", de Rita Lee e Arnaldo Baptista, trazendo também algumas canções como o samba-enredo "História do Brasil", de Jorge Aragão e Nílton Barros; "Fratura Não Exposta", de Pisca, Cazuza e Ezequiel Neves; e a rumba "Las Muchachas de Copacabana", de Chico Buarque, gravada também no álbum Malandro, produzido por Homero Ferreira e Carlinhos Vergueiro e alvo de incompreensão por público e crítica.[carece de fontes?]
Com o relativo fracasso de Bugre, em 1987 Ney Matogrosso entra em uma nova fase. Com o elogiadíssimo LP Pescador de Pérolas, lançado pela gravadora CBS, gravado ao vivo na temporada do projeto A Luz do Solo, ele mostra uma faceta mais segura. Abandona as maquiagens, veste um terno e atrai um novo público. O repertório deste apresentou clássicos da música brasileira e latina (Dos Cruces, de Carmelo Larrea - esta já gravada pelo cantor; Alma Llanera, de Pedro Elias Gutierrez - que viria a ser regravada dois anos depois - e a célebre Bésame Mucho, da compositora mexicana Consuelo Velásquez), uma ária de ópera (no caso, Mi Par D'udir Ancora - I Pescatori di Perle de Bizet), foi apresentado no teatro Carlos Gomes (compositor campineiro a quem homenageou com a canção Quem Sabe, no repertório deste), contou com a participação especial de quatro músicos: Rafael Rabello (violão), Arthur Moreira Lima (piano), Paulo Moura (sax) e Chacal (percussão).
Motivado pelo êxito artístico e comercial deste, prosseguiu com o denso álbum Quem Não Vive Tem Medo da Morte (1988), que não obteve repercussão e a primeira tiragem deste em CD foi pequena e produzida na época do lançamento. No repertório, algumas canções como "Dama do Cassino", de Caetano Veloso; "Todo o Sentimento", de Chico Buarque em parceria com o pianista Cristóvão Bastos - esta, já gravada por Chico no ano anterior -, "Tudo é amor" (Cazuza e Laura Finochiaro), "Felicidade zen" de Arnaldo Brandão e Tavinho Pais, "Vamos pra lua" de Pisca e Ronaldo Bastos, "Caro amigo" de Lucio Dalla - cantor e compositor italiano -, Aluísio Reis e Byafra - as duas últimas canções foram impostas pela CBS -, e "Chavão abre porta grande" (Itamar Assumpção).
Em 1989 lançou o álbum Ao Vivo, o último para a extinta gravadora CBS, a qual pouco tempo depois se transformaria na Sony Music, gravado na casa Olympia (SP) em 11 e 12 de março de 1989, voltou a se apresentar com fantasia, o repertório trouxe regravações dos antigos sucessos entre outras músicas as quais nunca havia gravado, como "Comida" (do repertório do grupo Titãs) e "O beco" (gravada originalmente pelo grupo Os Paralamas do Sucesso), além da regravação da música "Morena de Angola" (Chico Buarque), sucesso na voz de Clara Nunes.

### Década de 1990 e projetos especiais
Durante a década de 1990 voltou a trabalhar com Raphael Rabello (no elogiadíssimo álbum À Flor da Pele, de 1991, lançado pela gravadora Som Livre, que trouxe releituras de clássicos da MPB), e ao transferir-se para a extinta gravadora PolyGram (atualmente Universal Music), gravou o álbum As Aparências Enganam em 1993, junto com o grupo Aquarela Carioca e também álbuns dedicados a intérpretes/compositores, como um abordando o repertório da Sapoti, Angela Maria (Estava Escrito, 1994). Seis músicos participaram do projeto: Leandro Braga (direção musical, arranjos e piano), Bruce Henry (baixo), Fábio Nim (violão), Zero (percussão), Márcio Montarroyos (trompete e flugelhorn) e as participações especiais de Cláudio Jorge (violão) nas faixas "Amendoim Torradinho" de Henrique Beltrão e "Nem Eu" de Dorival Caymmi, e da homenageada na faixa "Só Vives pra Lua", de Othon Russo e Ricardo Galeno. Já o grupo Aquarela Carioca é formado por: Paulo Brandão (baixo e violão), Lui Coimbra (violoncelo, violão e charango), Mário Sève (saxofone, flauta, flautim e Wind Control Yamaha), Paulo Muylaer (guitarra, viola e flauta) e Marcos Susano (pandeiro e percussão). O álbum Estava Escrito, dedicado a Ângela Maria, foi o último a ter versão em vinil, que trouxe o mesmo número de músicas que a versão em CD, porém com a ordem das faixas levemente alterada.
Prosseguiu com outro álbum só com canções de Chico Buarque (o elogiadíssimo Um Brasileiro, 1996) todos produzidos por Marco Mazzola, um voltado para as canções da dupla Tom Jobim e Heitor Villa-Lobos (O Cair da Tarde, 1997); dois em homenagem a Cartola (Ney Matogrosso Interpreta Cartola, 2002 e Ney Matogrosso Interpreta Cartola Ao Vivo, de 2003), e o elogiado Batuque, lançado em 2001, apenas com canções anteriores à revolucionária década de 1960, priorizando canções de Carmen Miranda, além de um disco com canções inéditas, homenageando compositores da nova geração (Olhos de Farol, 1999). O espetáculo calcado na divulgação deste último acabou por gerar um CD ao vivo (Vivo, gravado no Rio de Janeiro em 12, 13 e 14 de novembro e lançado no final de 1999), e também um DVD, gravado no palco do Palácio das Artes, em Belo Horizonte, em julho de 1999, cujo repertório abordou regravações dos antigos sucessos entre outras canções do álbum de estúdio anterior, bem como algumas músicas inéditas na voz. A produção foi assinada por João Mário Linhares, que produziria a partir do referido O Cair da Tarde todos os seus discos - alguns em parceria - e Zé Nogueira.

### Década de 2000
Em entrevista ao jornal Folha de S.Paulo, sobre o álbum Batuque, no qual contou com a participação especial do grupo Nó em Pingo D´Água em várias faixas, declarou: Eu conhecia essas canções sem saber porque as ouvia desde criança. Mas não faço um espetáculo da época de resgate, porque essas músicas não se perderam. Estão à disposição de quem as quiser cantar e gravar. A seleção de repertório contou com a colaboração de quatro pesquisadores (Jairo Severino, Zuza Homem de Mello, Paulinho Albuquerque e Fausto Nilo), originando também um espetáculo homônimo que saiu em DVD. Apesar de trazer várias canções gravadas por Carmen Miranda, a Pequena Notável, Ney revelou não se tratar de uma homenagem a cantora: Não estou prestando uma homenagem a Carmen, não quis me limitar a ela. Mas o melhor daquelas décadas passava por ela mesmo. Eu teria que passar, inevitavelmente. As luzes e cenários foram dirigidos pelo próprio Ney, definido por ele como de teatro de revista. Já o figurino contou com a assinatura do estilista Ocimar Versolato: É extravagante, embora sóbrio, mas é erótico porque é todo preto, explicou em entrevista ao jornal Estadão.
Já o disco dedicado a Cartola surgiu junto com a publicação de um livro com várias fotos, de suas fases da carreira. Ousar ser, lançado em 2002, trouxe 272 páginas, e também 135 fotos de Luís Fernando Borges da Fonseca, sobre os espetáculos que projetou ao longo da carreira, revelando mudanças e contou com depoimentos do artista. O disco contou com a participação especial de cinco músicos: Ricardo Silveira (violão e arranjos), Marcelo Gonçalves (violão sete cordas), Zero (percussão), Zé Nogueira (saxofone) e Jorge Hélder (baixo e cavaquinho), e o coro As Gatas na faixa Ensaboa O espetáculo também originou um CD ao vivo, bem como um DVD - gravado em novembro de 2002 no Centro Integrado de Cultura em Florianópolis (SC), contando também com a participação do músico Celso José (Celsinho) da Silva (percussão) e foi sucesso de público e crítica, contando inclusive com apresentações no exterior. Ainda em 2003, a canção Kubanacan gravada no primeiro álbum solo, foi o  tema de abertura da telenovela homônima global, de Carlos Lombardi.

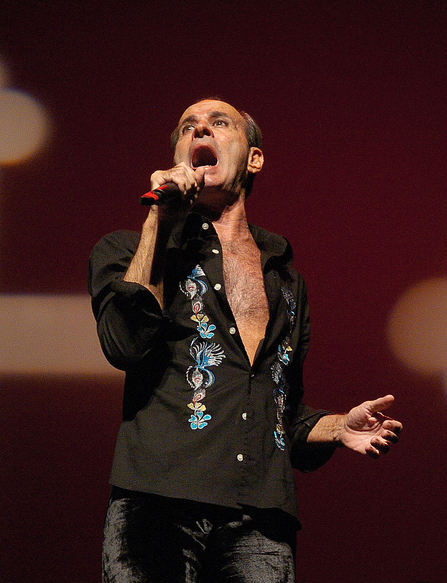
Ney Matogrosso no Auditório Ibirapuera, São Paulo, 2006.

Em 2004 voltou aos meios de comunicação com o projeto Vagabundo, em que canta com o grupo carioca Pedro Luís e a Parede com produção de Carlos Matau, obtendo relevante sucesso de público e crítica, originando também um espetáculo homônimo, do qual saiu o álbum ao vivo e o DVD, gravado na casa Olympia (SP) em 15 de julho de 2005, com a participação especial também dos músicos Glauco Cerejo (saxofone e flauta) inclusive produtor do álbum, Pedro Jóia (violão e alaúde) e Ricardo Silveira (guitarra). Ainda em 2005, chegou às lojas o álbum e DVD Canto em qualquer canto, gravado ao vivo no SESC Pinheiros, que trouxe regravações dos antigos sucessos entre outras releituras de sucessos alheios e duas canções inéditas ("Uma canção por acaso" e "Duas nuvens", ambas de autoria de Pedro Jóia e Tiago Torres da Silva). O projeto contou com a participação especial de quatro músicos: Pedro Jóia (violão e alaúde), Ricardo Silveira (guitarra e violão de aço), Marcelo Gonçalves (violão sete cordas) e Zé Paulo Becker (violão e viola caipira).
Ney mantém no estado do Rio de Janeiro uma área de preservação ambiental para micos-leões-dourados, espécie ameaçada de extinção. Estreou no segundo semestre de 2007 um dos espetáculos mais comentados, Inclassificáveis, originando um CD, lançado pela gravadora EMI com produção de Ricardo Fábio, gravado em dezembro e um DVD. Este permaneceu em cartaz até 2009 contando com apresentações pelo Brasil inteiro, com visual impactante e andrógino, e sonoridade comportando apenas guitarra, violão, percussões, programações e baixo.

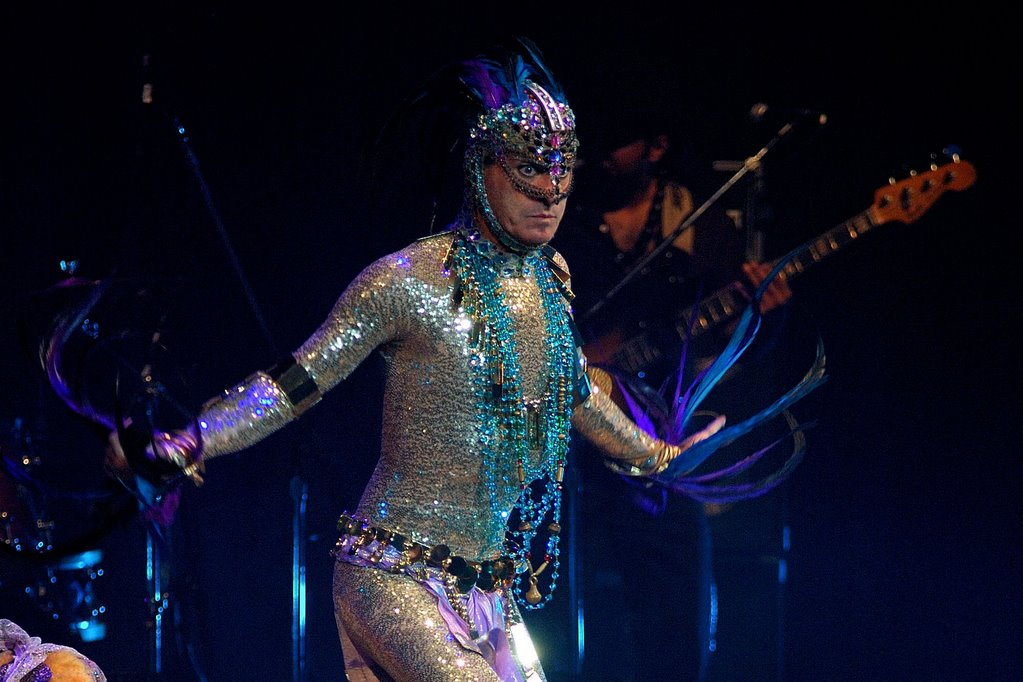
Ney Matogrosso apresentando-se durante o show Inclassificáveis, 2008.

Em junho de 2008 os 15 primeiros discos do artista foram reeditados em CD, na caixa Camaleão, que também trouxe um CD com gravações avulsas, em participações especiais do artista em projetos especiais e discos de outros artistas, bem como sobras de estúdio, fonogramas de compactos raros, registros ao vivo e músicas gravadas exclusivamente para a trilha sonora de novelas e filmes (Pérolas raras) e outro trabalho coletivo, com Caetano Veloso e João Bosco (Brazil Night - Montreux 83), gravado ao vivo em Montreux, na Suíça, em 9 de julho de 1983; Ney apresentou o espetáculo Mato Grosso, cujo repertório era baseado no trabalho homônimo lançado em 1982; o repertório do referido álbum trouxe as músicas Deixar você e Andar com fé - ambas de Gilberto Gil -, Napoleão (apresentada no álbum Sujeito Estranho) e Folia no matagal (do repertório do álbum autointitulado de 1981). Alguns destes trabalhos eram inéditos no formato digital, como os cultuados Água do céu Pássaro, Bandido, Pecado e Mato Grosso. Os álbuns estavam fora de catálogo há tempos e trouxeram capas, contracapas e encartes originais dos LPs completos (na edição anterior o encarte havia sido suprimido ou reduzido), letras de todas as músicas e texto interno com a história do álbum no encarte redigido pelo jornalista e crítico musical Rodrigo Faour, que também idealizou a coleção.
Protagonizou o especial da Rede Globo exibido em 28 de junho do mesmo ano, cantando músicas de Cazuza. Ainda em 2008, regravou a música Lig Lig Lig Lé para ser a abertura da novela das seis Negócio da China, de Miguel Falabella, e fez uma participação como um dançarino em Macau nesta novela, logo no primeiro capítulo. Também participou do curta-metragem Depois de tudo do diretor Rafael Saar.
Em março de 2009, Ney protagonizou o filme Luz Nas Trevas, de Helena Ignez, roteiro de Rogério Sganzerla, continuação do filme O Bandido da Luz Vermelha, de 1968. No final do mesmo ano lançou o elogiado CD Beijo bandido, com produção de Paulo Junqueiro e Victor Kelly, que conta com a participação especial de quatro músicos: Leandro Braga, que já havia trabalhado com o cantor em projetos anteriores (piano), Ricardo Amado (violino e bandolim), Felipe Roseno (percussão) e o multi-instrumentista Lui Coimbra (violoncelo e violão), trazendo músicas inéditas e regravações.

### Atualidade (2010-presente)
Em janeiro de 2011 lançou um registro ao vivo da turnê homônima, em forma de CD ao vivo e DVD. No mesmo ano, participa do curta-metragem Fca Carla, como o médico Dr. Virgílio. O filme, baseado na história de Francisca Carla, tem ainda no elenco Elke Maravilha e Vinícius de Oliveira. Em 2012, Ney Matogrosso atua no filme Gosto de Fel, de Beto Besant e lança o documentário "Olho Nu", dirigido por Joel Pizzini, num autorretrato em terceira pessoa que atravessa a carreira do cantor e reúne um rico acervo audiovisual.
| “ | Sem idade, dribla seus 71 anos e faz acreditar que a eternidade existe, ao menos, por uma hora e quarenta minutos. | ” |

- Julio Maria, crítico do jornal O Estado de S. Paulo, março de 2013.
Após anos testando novas composições em seus shows, Matogrosso gravou 14 destas canções no álbum Atento aos Sinais, lançado em 2013.
Em 2015, ganhou o 26º Prêmio da Música Brasileira nas categorias Melhor Cantor de Pop/rock/reggae/hip-hop/funk e Melhor Álbum do mesmo gênero.
Em 2019, Ney Lançou o álbum Bloco na Rua, em referência à canção, "Eu Quero É Botar Meu Bloco na Rua", de Sérgio Sampaio. No final do ano, lança o registro do show em áudio e vídeo. A turnê homônima, interrompida pela pandemia de covid-19, foi retomada em 2022.
Em agosto de 2021, lançou o EP Nu Com a Minha Música, trabalho formado por quatro canções: a faixa-título, “Mi Unicornio Azul”, “Se Não For Amor Eu Cegue” e “Gita”, clássico absoluto do repertório de Raul Seixas.
Em 2023, Simone e Ney Matogrosso, ambos com início de carreira em 1973, gravaram juntos pela primeira vez em estúdio. A canção escolhida foi "Por que Você Não Vem Morar Comigo?", uma composição de Chico César. O projeto, que comemora 50 anos da carreira de ambos, teve como produtores Marcus Preto e Pupillo.
Em setembro de 2023, se apresenta no festival The Town, em São Paulo.
Foi um dos convidados do terceiro álbum autoral do cantor e compositor paraibano André Morais, Voragem, lançado em 15 de março de 2024.
Em 10 de agosto de 2024, apresentou o show "Bloco na Rua – Ginga pra Dar & Vender" no Allianz Parque, em São Paulo.
Em 2025, Ney recebeu uma cinebiografia, Homem com H, com o cantor sendo interpretado por Jesuíta Barbosa .
Será enredo da Escola de Samba Imperatriz Leopoldinense no Carnaval do Rio de Janeiro em 2026.

## Filmografia

### Cinema
| Ano  | Título                                                   | Personagem       | Diretor             | Nota           |
| ---- | -------------------------------------------------------- | ---------------- | ------------------- | -------------- |
| 1988 | Caramujo Flor                                            | Manoel de Barros | Joel Pizzini        | Curta-Megragem |
| 2012 | Luz nas Trevas - A Volta do Bandido da Luz Vermelha      | Luz Vermelha     | Helena Ignez        | Longa-Metragem |
| 2013 | A Olho Nu                                                | Ele mesmo        | Joel Pizzini        | Documentário   |
| 2017 | Quando o Galo Cantar Pela Terceira Vez Renegarás Tua Mãe | Inácio           | Aaron Salles Torres | Longa-Metragem |
| 2025 | Nunca Te Prometi Um Mar de Rosas                         | João Bosco       | Aaron Salles Torres | Longa-Metragem |

### Televisão
| Ano  | Título | Personagem       | Nota(s) |
| ---- | ------ | ---------------- | ------- |
| 2012 | 3%     | Leonardo Álvares | Série   |

## Discografia

### Álbuns de estúdio
| - Água do Céu - Pássaro (1975) - Bandido (1976) - Pecado (1977) - Feitiço (1978) - Seu Tipo (1979) - Sujeito Estranho (1980) - Ney Matogrosso (1981) - Mato Grosso (1982) - ...Pois É (1983) - Destino de Aventureiro (1984) - Bugre (1986) - Quem Não Vive Tem Medo da Morte (1988) | - As Aparências Enganam (1993) - com Aquarela Carioca - Estava Escrito (1994) - Um Brasileiro (1996) - O Cair da Tarde (1997) - Olhos de Farol (1999) - Batuque (2001) - Ney Matogrosso Interpreta Cartola (2002) - Vagabundo (2004) - com Pedro Luís e a Parede - Inclassificáveis (2008) - Beijo Bandido (2009) - Atento aos Sinais (2013) - Bloco na Rua (2019) - Nu Com a Minha Música (2021) |

### Ao vivo
| - Pescador de Pérolas (1987) - Ao Vivo (1989) - À Flor da Pele (1991) - com Raphael Rabello - Vivo (2000) | - Ney Matogrosso Interpreta Cartola Ao Vivo (2003) - Canto em Qualquer Canto (2005) - Vagabundo ao Vivo (2006) - com Pedro Luís e a Parede - Beijo Bandido Ao Vivo (2011) - Atento aos Sinais Vivo (2014) |

### Coletâneas
- Vinte e Cinco (1996)

### Outros
- A Floresta do Amazonas de Villa-Lobos (1987)

## Prêmios e indicações
| Prêmio                             | Ano  | Categoria                                    | Indicado(s)                                                                                          | Resultado |
| ---------------------------------- | ---- | -------------------------------------------- | --- | --------- |
| CinEuphoria Awards                 | 2019 | Melhor Ator Coadjuvante                      | Ney Matogrosso (como André Leviatã em Caminhos Magnétykos)                                           | Venceu    |
| CinEuphoria Awards                 | 2019 | Melhor Elenco                                | Elenco de Caminhos Magnétykos                                                                        | Indicado  |
| CinEuphoria Awards                 | 2019 | Melhor Canção                                | "Rosa de Hiroshima"                                                                                  | Indicado  |
| Grammy Latino                      | 2001 | Melhor Álbum de MPB                          | Batuque                                                                                              | Indicado  |
| Grammy Latino                      | 2008 | Melhor Álbum de Pop Contemporâneo Brasileiro | Inflassificáveis                                                                                     | Indicado  |
| Grammy Latino                      | 2014 | Melhor Álbum de Pop Contemporâneo Brasileiro | Infernynho - Marília Bessy Convida Ney Matogrosso (com Marília Bessy)                                | Indicado  |
| Grammy Latino                      | 2014 | Prêmio Excelência Musical                    | Ney Matogrosso                                                                                       | Venceu    |
| Grammy Latino                      | 2022 | Melhor Álbum de Música Popular Brasileira    | Nu Com a Minha Música                                                                                | Indicado  |
| Prêmio Contigo! de Cinema Nacional | 2012 | Melhor Ator                                  | Ney Matogrosso (como Bandido da Luz Vermelha em Luz nas Trevas – A Volta do Bandido da Luz Vermelha) | Indicado  |
| Troféu Imprensa                    | 1982 | Melhor Cantor                                | Ney Matogrosso                                                                                       | Venceu    |
| Troféu Imprensa                    | 1982 | Melhor Música                                | "Homem com H"                                                                                        | Venceu    |
| Troféu Imprensa                    | 1983 | Melhor Cantor                                | Ney Matogrosso                                                                                       | Indicado  |
| Troféu Imprensa                    | 1985 | Melhor Cantor                                | Ney Matogrosso                                                                                       | Indicado  |